# 大久保好六
大久保 好六（おおくぼ こうろく、1900年（明治33年） - 1936年（昭和11年））は、日本の戦前を代表する報道系の写真家。
栃木県生まれ。
もともとは、複数の写真館で修行をしていたが、1912年（明治45年/大正元年）に朝日新聞社に入社し「アサヒグラフ」等を担当。
1920年代までは、ブロムオイル印画による典型的な芸術写真（ピクトリアリスム）を制作していたが、1930年代に入り、一転して、フォトモンタージュなどを利用した報道写真、ルポルタージュなどを多数制作した。1930年代の作品は、主として東京をテーマとした都市写真の佳作であったが、本人の急逝によりまとまって発表されることはなかった。
1935年（昭和10年）には、満洲に派遣されたが、その間に肝臓を患い、帰国後に36歳で死去。

## 代表作
- 新宿（1931年、アサヒグラフ掲載）
  - フォトモンタージュ技法を駆使して東京の新宿を表現しようとした作品

## 日本における展覧会・文献
日本において、大久保個人の回顧展はなされていないが、以下のようなグループ展にその作品が出品されている。
- 1920年代日本展（東京都美術館1988年4月9日～6月5日、愛知県美術館6月19日～6月29日、山口県立美術館7月15日～8月21日、兵庫県立近代美術館10月15日～11月23日、主催：東京都美術館・山口県立美術館・兵庫県立近代美術館・朝日新聞社など）
- 日本のピクトリアリスム展　風景へのまなざし（東京都写真美術館、1992年8月28日～10月13日）
- モダン東京狂詩曲展（東京都写真美術館、1993年4月16日～6月8日）
  - 他の3人の写真家（師岡宏次、桑原甲子雄、濱谷浩）とともに紹介された
- 日本近代写真の成立と展開（東京都写真美術館、1995年1月21日～3月26日）

以上各展覧会には、展覧会図録も存在する。